# Шакиби, Махмуд
Махму́д Шакиби (перс. محمود شکیبی‎; 1922, Тегеран — 12 июля 2021, Тегеран) — иранский футболист, играл на позиции защитника.

## Биография

### Игровая карьера
Большую часть своей футбольной карьеры играл за «Шахин», в котором в 1959 году завершил игровую карьеру.
В составе сборной Ирана Шакиби принимал участие на Летних Азиатских играх 1951 года, где на футбольном турнире сыграл в четырёх матчах, в том числе и в проигранном со счётом 1:0 финале со сборной Индии. Всего за сборную Ирана сыграл 7 матчей и забил 1 гол и иранцы завоевали серебряные медали.

### Смерть
Скончался 12 июля 2021 года в Тегеране в возрасте 94 лет от сердечного приступа.